# Stolitchnaïa
Stolitchnaïa (en russe : Столичная), orthographié en anglais sur les bouteilles "Stolichnaya", est une des plus anciennes marques de vodka russes. Stolitchnaïa appartenait au groupe français Pernod Ricard jusqu'à l'achat du groupe Absolut en 2008. À cette date la marque de vodka russe est mise en vente.
Elle est rapidement rachetée par SPI Group une société holding appartenant au milliardaire russe Yuri Scheffler. SPI Group détient 52 % du capital et les 48 % restants sont détenus par Soyuzplodimport une société publique russe de commercialisation de spiritueux.
Stolitchnaïa est la première société de production et de commercialisation de vodka russe au monde.[réf. nécessaire]

## Stolitchnaïa dans la fiction

### Séries télévisées
Dans la saison 3 de Weeds, on aperçoit plusieurs fois Cecilia Hodes avec une bouteille de Stolitchnaïa.
Dans la saison 2 épisode 5 de Stranger things (Chapitre 5: DIG DUG).
Dans la saison 7 épisode 20 de Xfiles (Doubles), on aperçoit une bouteille dans le bar où tout le verre explose lorsque les deux filles s'y croisent.
Dans la saison 1 de la série Mafia Queens, on aperçoit à plusieurs reprises des bouteilles de Stolitchnaïa Elit, reconnaissable à son col habillé de noir.

### Film
- Dans Un taxi mauve (1977) d'Yves Boisset, le personnage de Taubelman déclare « Je vous parie que si on vous bandait les yeux, vous distingueriez pas la Stolitchnaïa russe de la Wyborowa polonaise ».
- On la voit apparaître dans le film Dangereusement vôtre (1985). James Bond (Roger Moore) entre dans un sous-marin tout en apportant du caviar et la vodka Stolitchnaïa.
- Dans le film Babylon A.D. (2008), Vin Diesel se retrouve seul dans les airs à bord d'une vieille voiture russe tractée par un puissant hélicoptère militaire. Désœuvré, il ouvre la boîte à gants, histoire de tromper son ennui. Le cœur plein d'espoir, il en sort une bouteille de Stolitchnaïa... vide, à son grand dam.
- Dans Atomic Blonde (2017), l'agent secret Lorraine Broughton (Charlize Theron) commande un « Stoli on the rocks » dans un bar.

### Romans
Dans la célèbre série de romans d’espionnage, SAS, le personnage principal, Malko Linge, apprécie particulièrement la vodka Stolitchnaïa.